# 1939-es magyar birkózóbajnokság
Az 1939-es magyar birkózóbajnokság a harmincharmadik magyar bajnokság volt. A kötöttfogású bajnokságot március 25. és 26. között, a szabadfogású bajnokságot pedig október 15-én rendezték meg, mindkettőt Budapesten, a Fővárosi Nagycirkuszban.

## Eredmények

### Férfi kötöttfogás
| Versenyszám  | Arany                       | Arany | Ezüst                          | Ezüst | Bronz                        | Bronz |
| ------------ | --------------------------- | ----- | ------------------------------ | ----- | ---------------------------- | ----- |
| Légsúly      | Tóth István Újpesti TE      |       | Bencze Lajos Újpesti TE        |       | Mester László Tatabányai SC  |       |
| Pehelysúly   | Simon Márton WMTK Csepel    |       | Monos Vilmos Tatabányai SC     |       | Fecske Béla Munkás TE        |       |
| Könnyűsúly   | Ferencz Károly BSzKRt SE    |       | Bognár József Újpesti TE       |       | Kálmán József Újpesti TE     |       |
| Váltósúly    | Sóvári Kálmán Húsos SC      |       | Hunyadvári László Ceglédi MOVE |       | Mihályfi László Kassai AC    |       |
| Középsúly    | Kovács Gyula BVSC           |       | Finyák Sándor Győri AC         |       | Somorjai József Húsos SC     |       |
| Félnehézsúly | Ferenczy Rudolf Törekvés SE |       | Riheczky János MÁVAG SK        |       | Baranyai László Törekvés SE  |       |
| Nehézsúly    | Bóbis Gyula MAC             |       | Rapp Gyula Törekvés SE         |       | Tarányi József Debreceni VSC |       |

### Férfi szabadfogás
| Versenyszám  | Arany                   | Arany | Ezüst                          | Ezüst | Bronz                               | Bronz |
| ------------ | ----------------------- | ----- | ------------------------------ | ----- | ----------------------------------- | ----- |
| Légsúly      | Bencze Lajos Újpesti TE |       | Tóth István Újpesti TE         |       | Aranyi Lajos Munkás TE              |       |
| Pehelysúly   | Fecske Béla Munkás TE   |       | Dobó Imre Szegedi VSE          |       | Illés Károly Dunakeszi Magyarság SE |       |
| Könnyűsúly   | Tóth Ferenc Újpesti TE  |       | Vizi István Vasas SC           |       | Bognár József Újpesti TE            |       |
| Váltósúly    | Sóvári Kálmán Húsos SC  |       | Ferencz Károly BSzKRt SE       |       | Hunyadvári László WMTK Csepel       |       |
| Középsúly    | Kovács Gyula BVSC       |       | Mohácsi Frigyes Testvériség SE |       | Káli Béla MÁVAG SK                  |       |
| Félnehézsúly | Riheczky János MÁVAG SK |       | Botond József Húsos SC         |       | Szamosi Kálmán Magyar Posztó SE     |       |
| Nehézsúly    | Bóbis Gyula MAC         |       | Palotás József BVSC            |       | Tarányi József Debreceni VSC        |       |